# 関電プライベートリート投資法人
関電プライベートリート投資法人（かんでんプライベートリートとうしほうじん）は、大阪市北区にある投資法人（私募リート）。スポンサーは関西電力グループ。

## 概要
関西電力グループの関電不動産開発が、グループの中期経営計画に基づき、機関投資家向けアセットマネジメント事業の強化の主要施策として、本投資法人を設立した。
投資対象用途は総合型で、オフィス、ホテル、商業施設、物流施設、住宅等。投資対象地域は関西圏（大阪府、京都府、兵庫県）50%以上、その他、東京圏(東京都、神奈川県、埼玉県、千葉県)、政令指定都市等。
関電不動産開発は、開発した不動産を本投資法人に売却し、その後築年数が古くなった際には、関電不動産開発が取得・再開発し、改めて本投資法人へ売却する資産循環型ビジネスを推進する方針。
運用会社は関電不動産投資顧問（関電不動産開発の100%子会社）。

## 沿革
- 2019年（平成31年）4月18日 - 投信法第166条に基づく設立の登記、投資法人の設立
- 2019年（令和元年）5月28日 - 内閣総理大臣による投信法第189条に基づく登録の実施（登録番号 近畿財務局長 第6号）
- 2019年（令和元年）7月1日 - 運用開始

## ポートフォリオ
2020年1月時点の資産規模（取得価格ベース）は約200億円。
組入物件は、以下の通り報道されている。
- 東京都中央区京橋のオフィスビルの準共有持分20%[3]
- 大阪市北区のオフィスビルの準共有持分20％、大阪市中央区のホテル[4]
- 東京都中央区日本橋堀留町のオフィスビル[5]